# Кехнудж
Кехнудж (перс. كهنوج‎, Kahnūj) — город в южной части Ирана, в остане Керман. Административный центр шахрестана Кехнудж. К северо-западу от города находится заповедник Мехройе.

## Население
Население по данным на 2012 год составляет 50 820 человек; по данным переписи 2006 года оно насчитывало 38 571 человек.
| 1986 | 1991   | 1996   | 2006   | 2012   |
| ---- | ------ | ------ | ------ | ------ |
| 9130 | 17 130 | 22 558 | 38 571 | 50 820 |